# Alexandre I da Rússia
Alexandre I (São Petersburgo, 23 de dezembro de 1777 – Taganrog, 1 de dezembro de 1825) foi o Imperador da Rússia de 1801 até sua morte, também sendo o primeiro monarca russo a ser Rei da Polônia e Grão-Duque da Finlândia. Era filho do imperador Paulo I e sua esposa Sofia Doroteia de Württemberg, ascendendo ao trono após o assassinato do pai.
Alexandre, tanto como grão-duque quanto imperador, muitas vezes usava de retórica liberal, porém manteve as práticas absolutistas da Rússia durante toda sua vida. Logo no início de seu reinado Alexandre realizou pequenas reformas sociais e depois grandes reformas educacionais, também prometendo reformas constitucionais e sobre a servidão, porém nunca fez nenhuma proposta concreta. Na segunda metade de seu reinado ele ficou cada vez mais arbitrário, reacionário e temerário de conspirações. Alexandre expulsou professores estrangeiros das escolas russas e a educação passou a ser mais religiosa e politicamente conservadora.
Internacionalmente, ele governou o Império Russo durante o conturbado período das Guerras Napoleônicas. Ele mudou de lado várias vezes entre 1804 e 1812, passando de pacificador neutro, aliado de Napoleão Bonaparte até inimigo do imperador francês. Ele se aliou ao Reino Unido em 1805 na Terceira Coligação, porém após sua derrota na Batalha de Austerlitz ele trocou de lado e aliou-se à França através dos Tratados de Tilsit. Alexandre juntou a Rússia ao Bloqueio Continental e travou pequenos conflitos com os britânicos. Entretanto, ele e Napoleão nunca conseguiam concordar em alguma coisa, especialmente acerca da Polônia, e a aliança acabou ruindo em 1810. Seu maior triunfo militar veio dois anos depois, quando a invasão francesa da Rússia terminou em desastre, levando à queda Napoleão pouco depois na Batalha das Nações. Ao fim do período napoleônico, Alexandre formou a Santa Aliança a fim de suprimir movimentos revolucionários na Europa.
Alexandre se casou em 1793 com a princesa Luísa de Baden, com quem teve duas filhas que morreram jovens: Maria e Isabel. Ele morreu sem herdeiros no final de 1825, devido a tifo, apesar de rumores que teria fabricado sua morte e se transformando em um monge na Sibéria terem aparecido posteriormente. Sua morte causou grande confusão, com seu irmão Constantino abdicando de seu direito a sucessão e fazendo com que militares se rebelassem na Revolta Dezembrista contra seu outro irmão, que posteriormente sucederia Alexandre como Nicolau I.

## Nascimento e nome

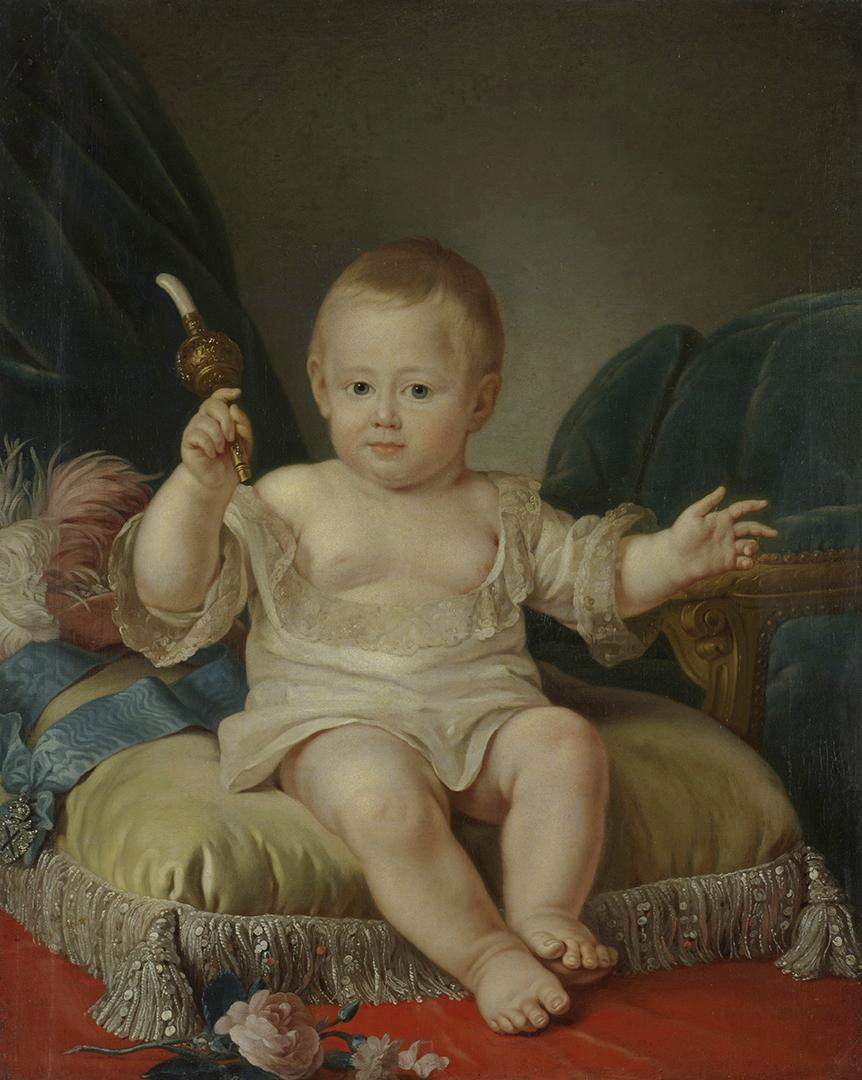
Grão-duque Alexandre Pavlovich quando criança

Alexandre nasceu às 11 horas do dia 23 de dezembro de 1777 (12 de dezembro no calendário juliano) no Palácio de Inverno. Ele foi o primogénito dos herdeiros do trono russo, o czarevich Paulo Petrovich (futuro Paulo I) e a czarevna Maria Feodorovna (nascida princesa Sofia Doroteia de Württemberg).
Na sequência do seu nascimento, o jornal Sankt-Peterburgskie Vedomosti publicou uma nota:

"No dia 12 de dezembro, antes do meio-dia, às 11 horas, Sua Alteza Imperial, a Imperial Grã-Duquesa MARIA FEODOROVNA, deu à luz em segurança. E assim como no início SUA MAJESTADE IMPERIAL, toda a Corte e todo o Império ficaram encantados com o nascimento de Sua Alteza Imperial o Soberano Grão-Duque, a quem foi dado o nome de ALEXANDRE, então este grande evento de sucesso foi imediatamente anunciado com o hasteamento do Estandarte na Cidade e 201 tiros de canhão de ambas as Fortalezas."

– Sankt-Peterburgskie Vedomosti, 23 de dezembro de 1777 (12 de dezembro no calendário juliano)
Sua avó Catarina, a Grande nomeou-o em em homenagem a Alexandre Nevsky e Alexandre, o Grande na esperança que ele se tornasse o governante de um novo império expandido.

"Você diz que ele terá que escolher quem imitar: um herói (Alexandre, o Grande) ou um santo (Alexandre Nevsky). Aparentemente você não sabe que nosso santo foi um herói. Ele foi um guerreiro corajoso, um governante firme e um político inteligente, e superou todos os outros príncipes de apanágio, seus contemporâneos... Então, concordo que o Sr. Alexandre tem apenas uma escolha, e depende de seus dons pessoais qual caminho ele tomará - santidade ou heroísmo."

– Carta de Catarina, a Grande ao  Barão F. M. Grimm
O nome "Alexandre" não era típico dos Romanovs (antes disso, apenas um filho, morto na infância, de Pedro, o Grande havia sido batizado dessa maneira). No entanto, depois de Alexandre I, estabeleceu-se na lista de nomes mais populares entre os Romanovs.

## Reinado
Imperador e autocrata de todas as Rússias desde 1801, foi muito influenciado por sua avó, a imperatriz Catarina II da Rússia, que o tirou do país para educá-lo, e o considerava seu sucessor.
Tornou-se czar após o assassinato de seu pai, em 23 de março de 1801. Foi coroado na Catedral da Dormição, no Kremlin em 15 de setembro de 1801.
Seguidora, em termos, dos princípios iluministas, Catarina II convidou o filósofo francês Denis Diderot para ser seu tutor particular. Como Diderot não aceitou, a imperatriz convidou como preceptor o cidadão suíço Frédéric-César La Harpe, que, em termos de pensamento filosófico, seguia as ideias de Jean-Jacques Rousseau, era republicano por convicção e um excelente educador que inspirou afeto em seu aluno e ajudou a moldar permanentemente sua mente mantendo-a flexível e aberta. Alexandre é considerado das mais interessantes figuras do seu século, autocrata e jacobino, místico e homem do mundo, natureza complexa, extremamente popular em todos os níveis da sociedade. Iniciou reformas administrativas, educativas, científicas, no regime da servidão.

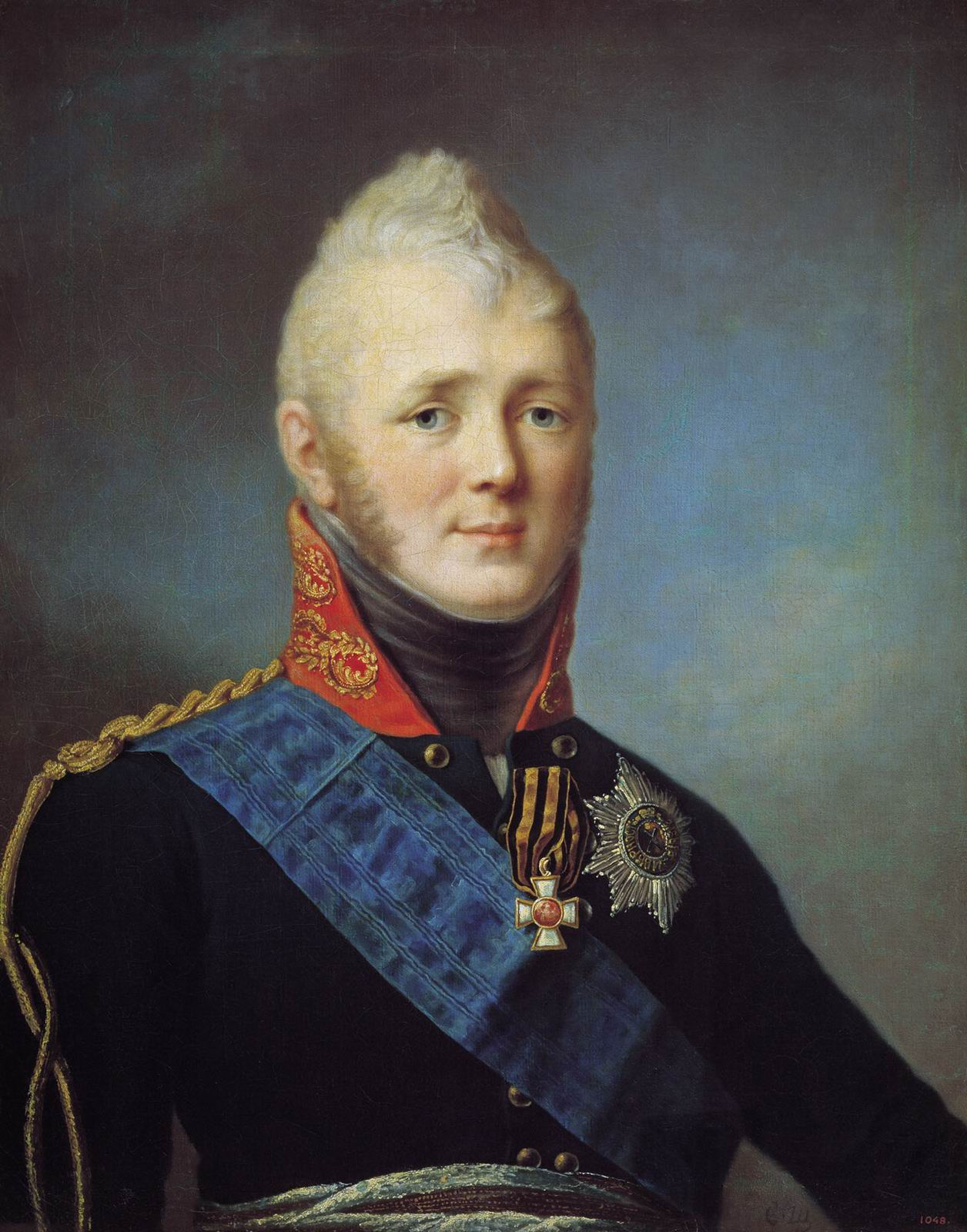
Alexandre I, Imperador da Rússia

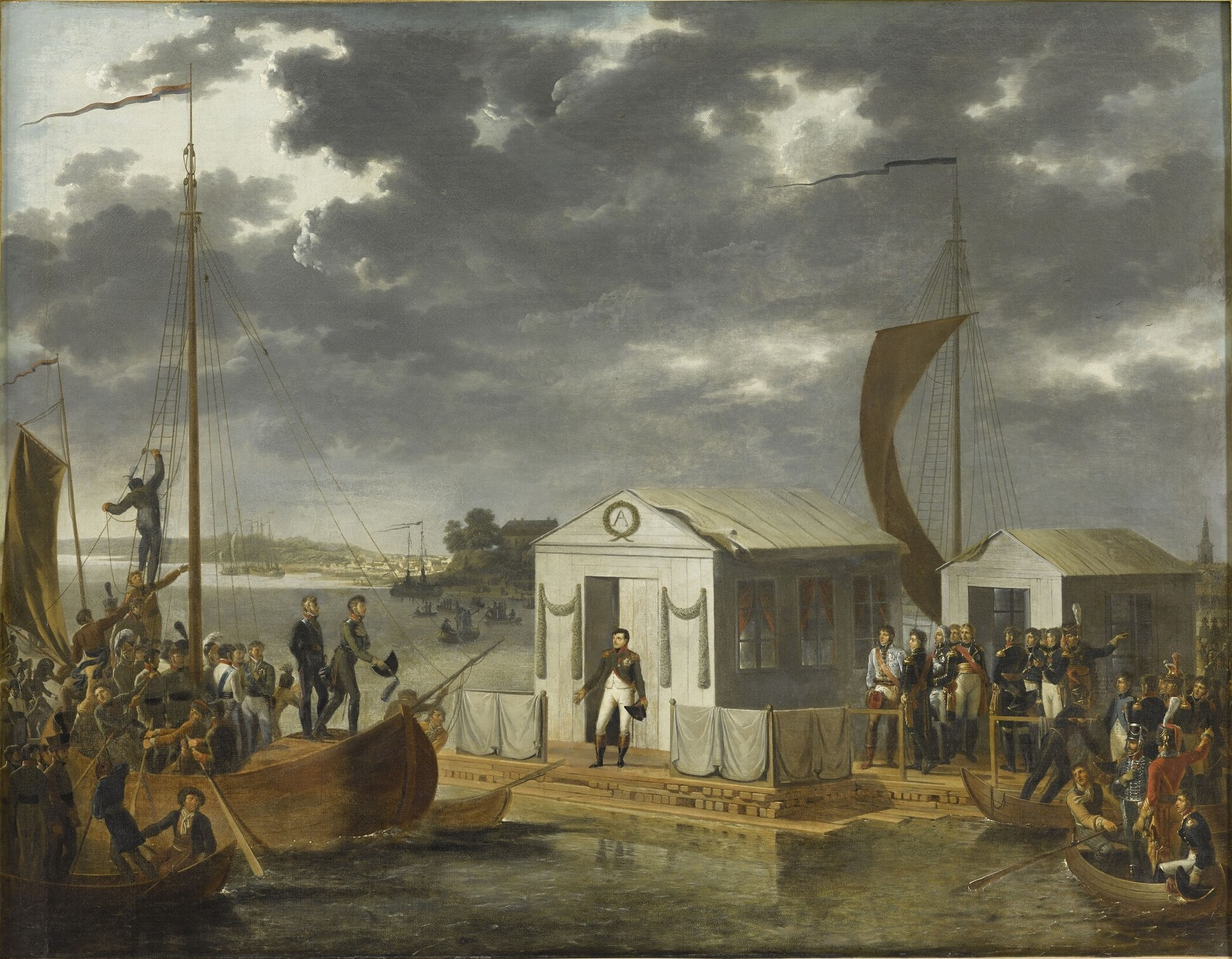
ROEHN, Adolphe. O encontro de Napoleão I e do czar Alexandre I em Tilsit. 1808. Óleo sobre tela, 125 x 152 cm.

Seu reinado foi marcado por uma política externa flutuante. Aliado da Inglaterra e do Império Austríaco na coalizão de 1805 contra a França revolucionária, participou da Terceira Coligação contra Napoleão Bonaparte, mas as forças russo-austríacas foram vencidas em Austerlitz, em 1805. Fez aliança com o Reino da Prússia mas depois das derrotas de Eylau e de Friedland, em 1807  se viu obrigado a assinar o Tratado de Tilsit, tornando-se aliado de Napoleão. Declarou guerra à Inglaterra e aderiu ao Bloqueio Continental.
Atacou então a Suécia, para obter a Finlândia (1808). Renovou hostilidades contra o Império Otomano, continuadas até a Paz de Bucareste (1812). O ressentimento russo com o sistema continental dominado pelos franceses provocou a invasão da Rússia (1812). Havia retomado em (1811) a luta contra Napoleão, com isso causou a invasão de seu país, o que fez a Europa levantar-se contra o invasor. Embora retornasse à capital antes da derrota russa em Borodino (setembro de 1812), Alexandre tomou parte ativa na destruição do exército retirante de Napoleão [1813] em Dresden e em Leipzig. Entrou em Paris (1814) com os Aliados, visitou triunfante Londres. Após a campanha da Rússia, desastrosa para os franceses, participou da Sexta Coligação em 1813 e, caindo Napoleão, contribuiu para a restauração da dinastia dos Bourbons. Alexandre comandou o exército russo na campanha contra Napoleão. Após o fracasso da Campanha da Rússia (1812), participou da libertação da Europa (Batalha das Nações, 1813; campanha da França, 1814).
Em 1815, inspirou a Santa Aliança da Europa cristã, com os soberanos do Império Austríaco e do Reino da Prússia. Queria resgatar o poder das dinastias absolutistas europeias. No Congresso de Viena (1815) recebeu a Polônia, assumiu o trono, deu-lhe uma nova constituição.

## O período final

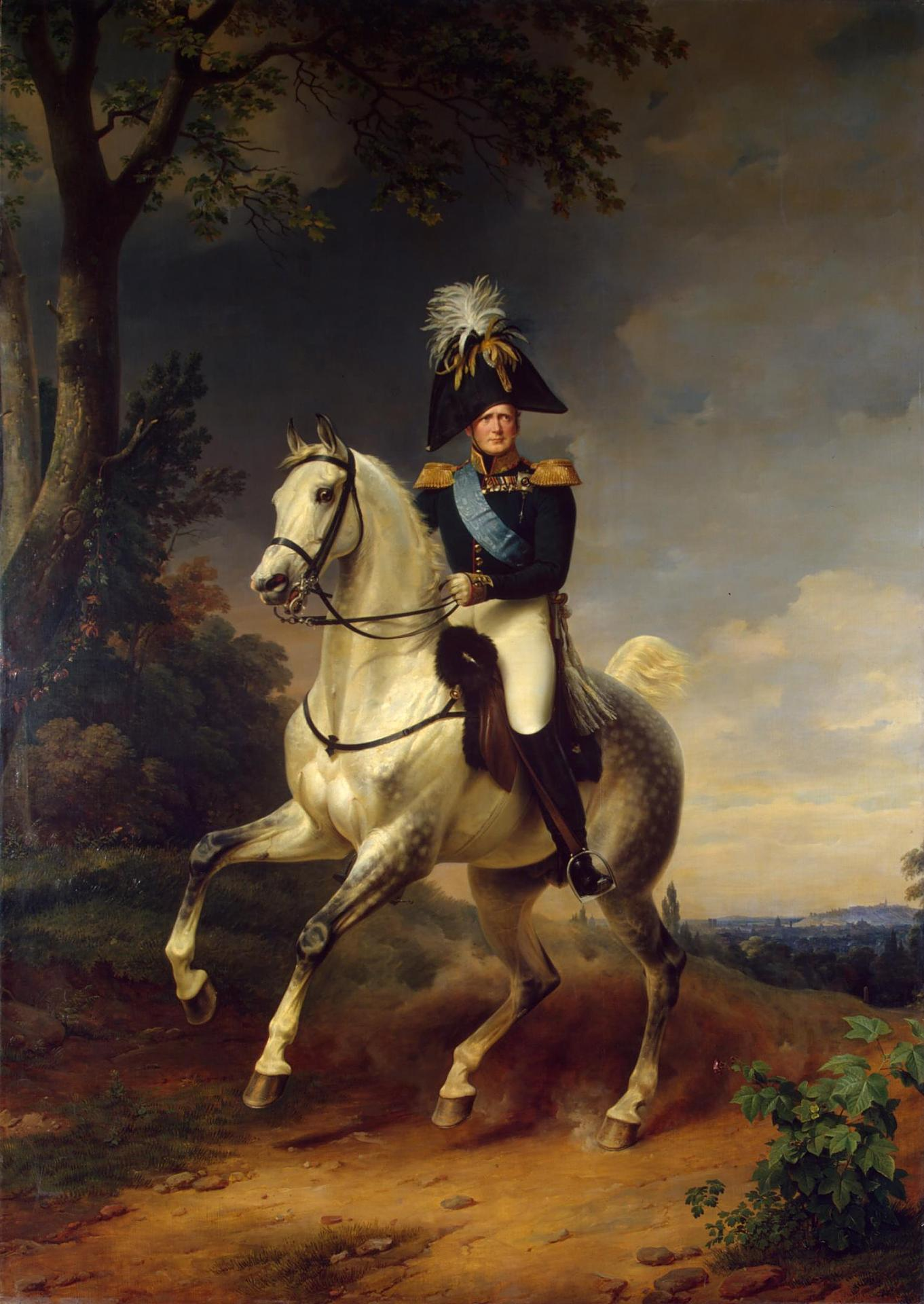
Alexandre I, Imperador da Rússia

Desde a invasão da Rússia, se tornara profundamente religioso. Lia a Bíblia diariamente e rezava muito. Deixara-se influenciar em Paris pelos pensamentos místicos de uma visionária, Bárbara Juliana Krüdener chamada Madame von Krudener, que se considerava profetisa enviada ao czar por Deus. Teve influência curta mas profunda pois o czar nunca mais abandonaria seu fervor religioso.
Voltando à Rússia, a partir de 1818, demonstrou políticas retrógradas e reacionárias que o alienaram do povo. Desde que Napoleão Bonaparte fora derrotado em 1812, surgiram sociedades secretas pela Rússia exigindo a abolição da servidão. Um desses movimentos, um grupo de nobres insatisfeitos chamados dezembristas, pediam também o fim da autocracia. Sua liga idealista se tornara uma aliança dos monarcas contra os povos, depois dos encontros em Aachen, Opava, Liubliana e Verona - campeões do despotismo, defensores de uma ordem mantida pela força das armas.
Alexandre mesmo ficou golpeado pelo motim de seu regimento Semenovski  e pensou detectar a presença de radicalismo revolucionário. O que marcou o fim de seus sonhos liberais. Todas as rebeliões lhe pareceram então doravante revoltas contra Deus. Chocou o povo russo ao recusar apoio aos gregos, povo da mesma religião ortodoxa , ao se levantarem contra o Império Otomano, mantendo que eram rebeldes como outros. O chanceler austríaco, príncipe Klemens Wenzel von Metternich, a quem o czar deixou a direção dos negócios europeus, aproveitou-se de seu estado de espírito. Tinha mesmo abandonado os assuntos do país a seu favorito Arakcheev.
A morte da única filha muito amada, uma enorme inundação em São Petersburgo, em 1824, e o descontentamento com os regimentos de seu exército, levaram-no à Crimeia, para tentar recuperar a saúde. Sua coroa passara a pesar muito e não escondia da família e dos amigos o desejo de abdicar. Quando a czarina adoeceu, Taganrog, aldeia no mar de Azov, parecia um destino ideal. Mas o czar contraiu malária durante uma viagem de inspeção, e morreu. Sua morte repentina, seu misticismo, a perplexidade da corte e a recusa de permitir a abertura de seu caixão ajudaram a criar a lenda de sua "partida" para um refúgio siberiano.
Alexandre faleceu em 1 de dezembro de 1825 e está atualmente sepultado na Fortaleza de São Pedro e São Paulo, São Petersburgo, Rússia.
Anexou a Transcaucásia da Pérsia (1813) e a Bessarábia após guerra contra o Império Otomano (1812). Aboliu muitos castigos bárbaros, melhorou as condições de vida dos servos e fomentou a educação. Após sua morte, Alexandre foi sucedido por seu irmão Nicolau.

## Casamento e descendência
| Nome                                 | Nascimento                | Morte                                        | Notas |
| ------------------------------------ | ------------------------- | -------------------------------------------- | --- |
| Com Isabel Alexeievna                |                           |                                              | |
| Maria Alexandrovna da Rússia         | 29 de maio de 1799        | 8 de julho de 1800                           | Rumores de ser a filha de Adam Czartoryski, morreu com um ano de idade. |
| Isabel Alexandrovna da Rússia        | 15 de novembro de 1806    | 12 de maio de 1808                           | Rumores de ser a filha de Alexei Okhotnikov, morreu com um ano de uma infecção. |
| Com Maria Narishkin                  |                           |                                              | |
| Zenaida Narishkina                   | c. 19 de dezembro de 1807 | 18 de junho de 1810                          | Morreu com quatro anos. |
| Sofia Narishkina                     | 1 de outubro de 1805      | 18 de junho de 1824                          | Morreu aos dezoito anos, solteira. |
| Emanuel Narishkin                    | 30 de julho de 1813       | 31 de dezembro de 1901/13 de janeiro de 1902 | Casou-se com Catherine Novossiltzev, sem descendência. Paternidade não confirmada. |
| Com Sophia Sergeievna Vsevolozhskaya |                           |                                              | |
| Nikolai Yevgenyevich Lukash          | 11 de dezembro de 1796    | 20 de janeiro de 1868                        | Casou-se com a princesa Alexandra Lukanichna Guidianova e depois com a princesa Alexandra Mikhailovna Schakhovskaya; teve quatro filhos do primeiro casamento e um filho do segundo casamento. |
| Com Marguerite Georges               |                           |                                              | |
| Maria Alexandrovna Parijskaia        | 19 de março de 1814       | 1874                                         | Casou-se com Vassili Joukov, com descendência. |